# Beaumesnil, Calvados
Beaumesnil là một xã ở tỉnh Calvados, thuộc vùng Normandie ở tây bắc nước Pháp.